# 阿瓜杜斯 (加利福尼亞州)
阿瓜杜斯（英語：Agua Dulce）是位於美國加利福尼亞州洛杉磯縣的一個人口普查指定地區。

## 地理
阿瓜杜斯的座標為34°29′47″N 118°19′32″W / 34.49639°N 118.32556°W，而該地最高點為海拔高度770米（即2526英尺）。

## 人口
根據2010年美國人口普查的數據，阿瓜杜斯的面積為59.20平方千米，當中陸地面積為59.18平方千米，而水域面積為0.02平方千米。當地共有人口3342人，而人口密度為每平方千米56人。